# Chimera (comics)
Pour les articles homonymes, voir Chimera.
Chimera est une super-vilaine créée par Marvel Comics. Elle est apparue pour la première fois dans Wolverine #97, en 1996.

## Origines
La mutante connue sous l'identité de Chimera était une terroriste voyageant à travers le multivers jusqu'à ce qu'elle soit engagée par Tyler Dayspring (Genesis) pour libérer Cyber de sa prison interdimensionnelle.
Elle fut ensuite envoyée espionner Wolverine sur Terre, et elle s'échappa à la première altercation.
Chimera piégea ensuite le héros griffu dans une autre dimension, mais ce dernier parvint à revenir dans la réalité-616.
Par la suite, elle s'allia avec Emplate et affronta Génération X. Elle fut laissée pour morte après avoir été attaquée par son partenaire.
Mais on la revit à Madripoor servir la Reine Rouge et attaquer les X-Men.

## Pouvoirs
- Chimera est une mutante qui peut plier l'air contenu entre les réalités, et former à partir de cet élément des dragons télékinétiques. Elle se sert de ces appendices verdâtres pour attraper des objets, ou enserrer ses adversaires. La force exercée par les dragons est suffisante pour étouffer un être humain.
- La télékinésie de Chimera est très basique.
- Elle a accès à un arsenal hi-tech provenant d'autres dimensions.